# آسیاب افشارآباد
بقایای آسیاب افشارآباد مربوط به سده‌های متاخر دوران‌های تاریخی پس از اسلام است و در شهرستان گیلانغرب، بخش مرکزی، دهستان دیره، ۳۵۰ متری جنوب روستای افشارآباد واقع شده و این اثر در تاریخ ۲۶ اسفند ۱۳۸۷ با شمارهٔ ثبت ۲۵۷۰۰ به‌عنوان یکی از آثار ملی ایران به ثبت رسیده است.